# Staffa (Scozia)
Staffa è una piccola isola facente parte dell'arcipelago delle Ebridi Interne, situato a ovest della Scozia, a 10 km dall'isola di Mull.
Totalmente disabitata, ospita alcune consistenti colonie di uccelli marini, tra i quali spiccano le Pulcinelle di mare.
L'isola è oggetto di una intensa, ma non invasiva, attività turistica causata dall'interesse per la Grotta di Fingal, spettacolare struttura geologica a colonne di basalto che ha ispirato numerosi artisti romantici tra cui Felix Mendelssohn, che le ha intitolato una ouverture sinfonica.
È proprio dalla struttura geologica, caratterizzata da migliaia di pilastri naturali di lava solidificata, che l'isola prende il nome: "staffa" infatti, non è un corrispettivo italiano, ma una parola di origine scandinava che si può tradurre con "pilastro", oltre che il nome unico ed ufficiale dell'isola. Inoltre gode della presenza di falesie

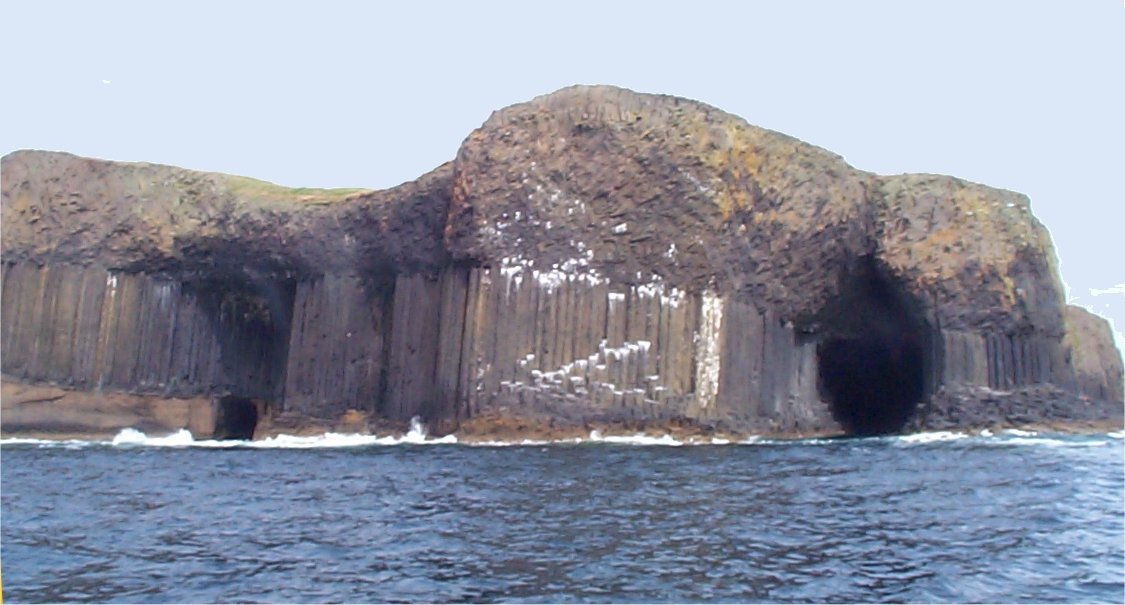
La grotta di Fingal
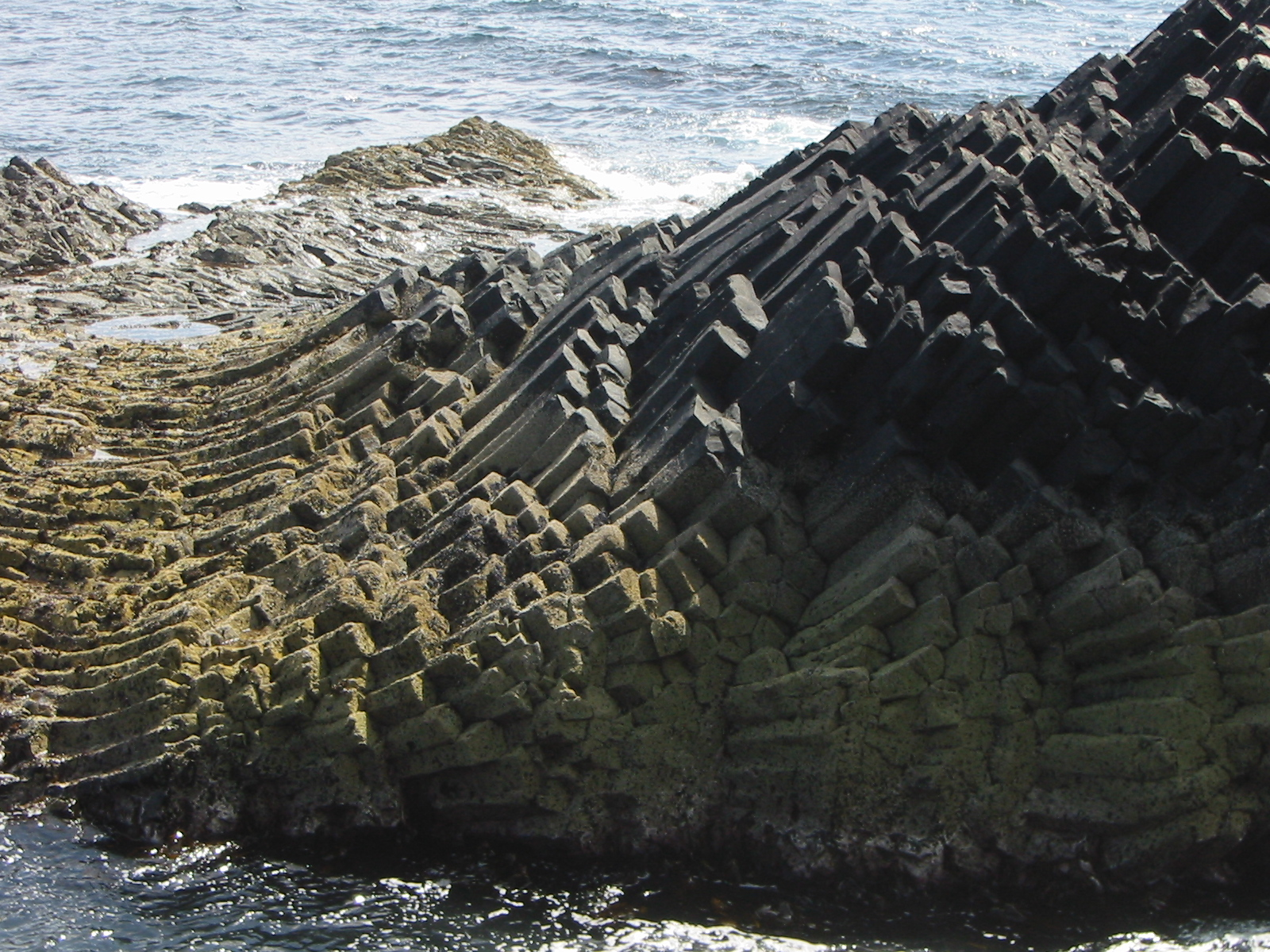
Colonne di basalto
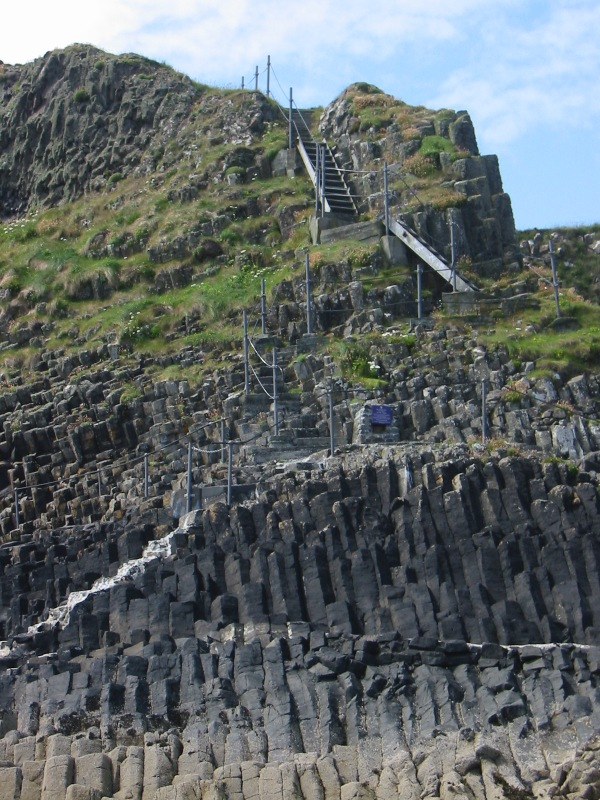
Scale per la cima